# تستونگ
تستونگ (به لهستانی:  Cetuń) یک روستا در لهستان است که در گمینا پولانوو واقع شده‌است. تستونگ ۲۳۰ نفر جمعیت دارد.